# Manewry miłosne
Manewry miłosne czyli córka pułku – polski film fabularny (komedia romantyczna) z 1935.

## Fabuła
Akcja filmu toczy się w stolicy fikcyjnego państwa Skumbria, a jej bohaterem jest porucznik pułku huzarów Niko Quanti, wolny ptak spędzający wieczory na zabawie. Rodzina, chcąc zadbać o ciągłość rodu, nakazała mu ożenić się z baronową Kolmar. Główny bohater jednak jest zakochany w kobiecie poznanej na balu, do swej wybranej mu przez rodzinę narzeczonej jedzie więc niechętnie. Postanowił przebrać się za swego ordynansa, który zagra rolę porucznika. Podobnego podstępu użyła również sama baronowa, która w porę spostrzegła młodego porucznika.

## Obsada
- Tola Mankiewiczówna – baronowa Kolmar
- Loda Halama – córka pułku
- Aleksander Żabczyński – porucznik Niko – książę Quanti
- Stanisław Sielański – ordynans porucznika Nika
- Mira Zimińska – pokojówka baronowej
- Józef Orwid – stryj Waldemar
- Ludwik Sempoliński – książę Lambenstein
- Amelia Rotter-Jarnińska – ciotka Leonia
- Aniela Miszczykówna – Babette
- Maria Żabczyńska – Cyganka
- Irena Grywiczówna – pokojówka
- Andrzej Bogucki – huzar
- Roman Dereń – lokaj baronowej
- Marian Domosławski – generał
- Aleksander Suchcicki – huzar
- Eugeniusz Koszutski – gość w karczmie
- Józef Bukowski – karczmarz
- Adam Aston – śpiewający Cygan
- Mieczysław Bil-Bilażewski – huzar
- Józef Kudła – chłopak
- Bolesław Mierzejewski
- Andrzej Karewicz
- Feliks Żukowski
- Wojciech Ruszkowski

## Piosenki z filmu
- "My, husarzy, wolne ptaki"
- "Taka noc i walc, i ty" (duet T. Mankiewiczówna i A. Żabczyński)
- "Powróćmy jak za dawnych lat" (duet T. Mankiewiczówna i A. Żabczyński)
- "Jak trudno zapomnieć" (Adam Aston)

Autorem muzyki do filmu jest Henryk Wars, tekstów zaś Jerzy Jurandot.